# حسین مصباحیان
حسین مصباحیان (متولد ۱۳۴۰) استادیار سابق گروه فلسفه دانشگاه تهران است. پس از اخراج او از دانشگاه تهران در پاییز ۱۴۰۱ جمع وسیعی از استادان دانشگاه و پژوهشگران خواستار بازگشت او به دانشگاه شدند.

## تحصیلات
مصباحیان در سال ۱۳۷۰ با مدرک کارشناسی فلسفه از دانشگاه تهران فارغ‌التحصیل و سپس برای ادامه تحصیل راهی کانادا شد. او، کارشناسی ارشد فلسفه تعلیم و تربیت را در سال ۱۳۸۰ و دکترای این رشته را در سال ۱۳۸۵ از دانشگاه تورنتو اخذ کرد. عنوان رساله کارشناسی ارشد او «مفهوم ایدئولوژی و پیوند درونی آن با یوتوپیا در فلسفه پل ریکور» و عنوان رساله دکترای فلسفه او، «ادعای همه‌شمولی مدرنیته و ارتباط آن با عقلانیت غربی: مطالعه‌ای در باب فلسفه مدرنیته یورگن هابرماس» بوده است. مصباحیان هر دو رساله را به راهنمایی دیتر میسگلد نوشته است.

## دیدگاه‌ها
پژوهش‌های مصباحیان عمدتاً در پیوند با مسائل و مفاهم اصلی فلسفه قرن بیستم و حول محورهای «مدرنیته»، «فلسفه دانشگاه»، «نقد فلسفه‌های سوژه و پیوند آن با همه‌شمولی» و «فلسفه زندگی» است.

### تنوع مدرنیته‌ها
از نظر مصباحیان، نه مدرنیته بلکه مدرنیته‌ها وجود دارد، او «پروژه سنت» و به تبع آن «تنوع مدرنیته» را در مقابل نظریه یورگن هابرماس مبنی بر همه شمولی مدرنیته تک‌صدایی قرار می‌دهد، چراکه نظریهٔ هابرماس عمیقاً در سنت روشن‌گری عقل همه‌شمول ریشه دوانده و به همین دلیل قادر به توضیح مسائل پیچیدهٔ میان‌فرهنگی نیست.

### نقد محمدعلی فروغی
از نظر او محمدعلی فروغی هیچ مواجهه‌ای با مدرنیته و بحران‌هایش ندارد و در کتاب «سیر حکمت در اروپا» نیز تنها رویکرد ترویجی و اطلاع‌رسانی نسبت به فلاسفه غربی وجود دارد و مواجهه انتقادی نسبت به مدرنیته مشاهده نمی‌شود.

### جنبش زن، زندگی، آزادی
به گفتهٔ مصباحیان آنچه جنبش زن، زندگی، آزادی را از سایر جنبش‌های مدرن ایران متمایز می‌سازد ایجاد ایستگاه‌های جدید است. این ایستگاه‌ها که بیانگر دستاوردهای ناپیدا یا کمتر دیده شده جنبش هستند و می‌توان می‌توان از طریق سه مفهوم «به‌رسمیت‌شناسی»، «بدن‌مندی» و «قدرت‌های خرد» توضیح داد که در این جنبش تبلور یافته‌اند.

## چالش‌ها و اخراج از دانشگاه
مصباحیان در ۶ آذر ۱۴۰۱ با انتشار متن نامه‌ای در صفحه شخصی خود در اینستاگرام اعلام کرد که «پیگیری مصرانه ریاست فعلی دانشکده ادبیات در از کار انداختن هر سه پرونده تمدید، تبدیل و تغییر وضعیت» او باعث شده در عمل «فاقد قرارداد استخدامی و اخراج شده به حساب» بیاید. انتشار این نامه با توضیحاتی از عبدالرضا سیف، رئیس دانشکدهٔ ادبیات همراه شد. اظهارات سیف پاسخ مفصلی از جانب مصباحیان بدنبال داشت. جمعی از استادان دانشگاه و پژوهشگران نیز در بیانیه‌ای در حمایت از مصباحیان خواستار بازگشت او به گروه فلسفه شدند.

## آثار
- سیاست اخلاقی: پرسش از نسبت سیاست و اخلاق، گردآوری و تدوین حسین مصباحیان، تهران: آگه، ۱۴۰۱
- مدرنیته و دیگری آن: مواجهه‌ای انتقادی با تفسیر هابرماس از مدرنیته به مثابه پروژه‌ای ناتمام، تهران: آگه. ۱۳۹۸[۱۵]
- از هرمنوتیک تا سیاست رهایی‌بخش: گفتگوهایی با دیتر میسگلد. به همراه ترِوِر نوریس. ترجمه علی خالندی. تهران: آگه. ۱۳۹۸
- دیتر میسگلد: فیلسوفی علیه فلسفه. نشر کوچک، ۱۳۸۶.[۱۶]